# NGC 101

NGC 101

NGC 101 هي مجرة حلزونية تبعد حوالي 150 مليون سنة ضوئية تقع في كوكبة معمل النحات (كوكبة). تم اكتشافها من قبل جون هيرشل في عام 1834 وحجمها هو 12.8.

## وصلات خارجية
- NGC 101 على موقع ويكي سكاي: DSS2, SDSS, GALEX, IRAS, Hydrogen α, X-Ray, Astrophoto, Sky Map, Articles and images